# Đặng Xuân Phương
Đặng Xuân Phương (sinh ngày 25 tháng 11 năm 1974) là một chính trị gia người Việt Nam. Ông hiện là đại biểu Quốc hội Việt Nam khóa 15 nhiệm kì 2021-2026, Phó Bí thư chuyên trách Đảng ủy Quốc hội nhiệm kỳ 2020 - 2025.
Ông từng là Phó Bí thư Tỉnh ủy Quảng Ninh, Trưởng Đoàn đại biểu Quốc hội khóa XV tỉnh Quảng Ninh, đại biểu Quốc hội Việt Nam khóa 14 nhiệm kì 2016-2021, thuộc đoàn đại biểu quốc hội tỉnh Đắk Lắk, Phó Chủ nhiệm Ủy ban Văn hoá, Giáo dục của Quốc hội, Phó Viện trưởng Viện Nghiên cứu lập pháp thuộc Ủy ban thường vụ Quốc hội, Ủy viên Ủy ban Kinh tế của Quốc hội, Chủ tịch Nhóm Nghị sĩ hữu nghị Việt Nam - Brunây, Phó Chủ tịch Nhóm Nghị sĩ hữu nghị Việt Nam - Marốc (đại biểu chuyên trách trung ương).

## Xuất thân
Đặng Xuân Phương sinh ngày 25 tháng 11 năm 1974 quê quán ở xã Xuân Hồng, huyện Xuân Trường, tỉnh Nam Định

## Giáo dục
- Giáo dục phổ thông: 12/12
- Đại học Luật
- Đại học Ngoại ngữ
- Tiến sĩ Luật học
- Cao cấp lí luận chính trị

## Sự nghiệp
Ông gia nhập Đảng Cộng sản Việt Nam vào ngày 1/9/2003.
Khi lần đầu được trung ương giới thiệu ứng cử đại biểu Quốc hội Việt Nam khóa 14 vào tháng 5 năm 2016 ông đang là Đảng ủy viên Đảng bộ cơ quan Văn phòng Quốc hội, Bí thư Đảng ủy Viện nghiên cứu lập pháp, Phó Viện trưởng Viện nghiên cứu lập pháp thuộc Ủy ban thường vụ Quốc hội, làm việc ở Viện nghiên cứu lập pháp thuộc Ủy ban thường vụ Quốc hội Việt Nam.

### Đại biểu Quốc hội Việt Nam khóa 14 nhiệm kì 2016-2021
Ông đã trúng cử đại biểu quốc hội năm 2016 ở đơn vị bầu cử số 3, tỉnh Đắk Lắk gồm có thị xã Buôn Hồ và các huyện: Ea H`Leo, Krông Búk, Krông Năng, Ea Kar, được 319.119 phiếu, đạt tỷ lệ 79,68% số phiếu hợp lệ.
Ông từng là Ủy viên Ban Chấp hành Đảng bộ Văn phòng Quốc hội, Bí thư Đảng ủy, Phó Viện trưởng Viện Nghiên cứu lập pháp thuộc Ủy ban thường vụ Quốc hội, Ủy viên Ủy ban Kinh tế của Quốc hội, Chủ tịch Nhóm Nghị sĩ hữu nghị Việt Nam - Brunây, Phó Chủ tịch Nhóm Nghị sĩ hữu nghị Việt Nam - Marốc.
Ngày 1/11/2018, tại Nghị quyết số 590/NQ-UBTVQH14, Ủy ban Thường vụ Quốc hội quyết nghị điều động, bổ nhiệm ông giữ chức Phó Trưởng Ban Công tác đại biểu thuộc Ủy ban Thường vụ Quốc hội.

### Đại biểu Quốc hội Việt Nam khóa 15 nhiệm kì 2021-2026
Ông đã tiếp tục trúng cử đại biểu quốc hội năm 2021 ở tỉnh Nghệ An. Sau đó ông được bầu làm Phó Chủ nhiệm Ủy ban Văn hoá, Giáo dục của Quốc hội, Phó Chủ tịch Nhóm Nghị sĩ hữu nghị Việt Nam - Pháp.
Ngày 24/1/2025, Bộ Chính trị đã có Quyết định số 1893-QĐNS/TW về việc chỉ định ông tham gia Ban Chấp hành, Ban Thường vụ Đảng uỷ Quốc hội và giữ chức vụ Phó Bí thư Đảng ủy Quốc hội nhiệm kỳ 2020 - 2025.

### Tỉnh ủy Quảng Ninh
Ngày 18/8/2023, Ban Bí thư quyết định điều động, luân chuyển, chỉ định ông tham gia Ban Chấp hành, Ban Thường vụ, giữ chức Phó Bí thư Tỉnh ủy Quảng Ninh, nhiệm kỳ 2020-2025.
Ngày 20/2/2025, Văn phòng Trung ương Đảng có Công văn số 13477-CV/VPTW thông báo ý kiến của Ban Bí thư đồng ý ông thôi tham gia Ban Chấp hành, Ban Thường vụ Tỉnh ủy, thôi giữ chức Phó Bí thư Tỉnh ủy nhiệm kỳ 2020 - 2025, Trưởng Đoàn đại biểu Quốc hội khóa XV tỉnh Quảng Ninh.